# Pons Ier de Traînel
Pons Ier de Traînel ou Ponce Ier Traînel (né vers 1035, † avant 1095), dit l'Ancien est seigneur de Traînel et de Pont-sur-Seine, en Champagne, à la fin du XIe siècle. Il est probablement le fils de Déodat de Traînel, premier seigneur connu de Traînel.

## Biographie
Il est probablement le fils de Déodat de Traînel, premier seigneur de Traînel connu,,.
En juin 1079, il donne l'église de Saint-Gervais-des-Tables de Traînel à l'abbaye de Cormery, par l'intermédiaire de l’archevêque de Sens Richer, pour y établir un prieuré. Par la même charte, sa femme Caravicina ainsi que ses enfants Anseau, Garnier et Philippe, qui s'appelle aussi Milon, donnent leur consentement à cette donation,,.
Vers 1086, Pons et sa femme Caravicina font don au prieuré de Longpont de l'obédience de Ver.

## Mariage et enfants
Vers 1055, il épouse Mélisende Caravicina de Montlhéry, dite la Jeune, Chère Voisine ou encore Bonne Voisine, fille de Gui Ier, seigneur de Montlhéry, et d'Hodierne de Gometz, dont il a au moins trois enfants :
- Anseau de Taînel, probablement mort jeune ;
- Garnier de Traînel, qui succède à son père ;
- Philippe de Traînel, qui devient évêque de Troyes de 1081 à sa mort en 1121 ;
- peut-être un autre enfant qui serait l'ancêtre de Gui de Traînel dit Gasteblé († après 1217) et de Garnier de Traînel (évêque de Troyes de 1193 à 1205).

Le surnom de Bonne Voisine ou Chère Voisine donné à Mélisende de Montlhéry peut s'expliquer par le fait les seigneurs de Montlhéry sont également seigneurs de Bray-sur-Seine, dont les terres sont voisines de celles de Traînel.

## Confusion historique
Plusieurs historiens du XIXe siècle ont confondu le fils aîné de Pons, Anseau, avec un autre Anseau qui sera seigneur de Traînel au début et au milieu du XIIe siècle. Selon eux, Anseau aurait été le successeur de Pons comme seigneur de Traînel alors que son frère Garnier serait devenu seigneur de Pont-sur-Seine,.
Mais cela semble impossible. En effet, le troisième fils de Pons, Philippe, dit également Milon, devient évêque de Troyes en 1081 et doit avoir au minimum une vingtaine d'années (il sera évêque pendant quarante ans). L'historien Edouard de Saint Phalle émet l'hypothèse qu'il serait né vers 1058 et que ses parents se seraient mariés vers 1055. Il semble donc impossible que le fils aîné, né donc vers 1055, soit encore vivant en 1146 avec deux fils encore en âge partir pour les croisades. Il s'agit donc très probablement de deux Anseau différents, le premier étant probablement mort jeune. De plus, c'est le deuxième fils, Garnier, qui succède à Pons, car c'est lui et non pas Anseau qui est attesté comme seigneur de Traînel dans une charte de 1095.
De même, les autres enfants attribués à Pons par ces auteurs du XIXe siècle, à savoir Comtesse de Traînel (citée comme témoin dans une charte de 1144 entre Norpand, abbé de Vauluisant et Héloïse, abbesse du Paraclet) et Gaucher de Traînel (moine à l'abbaye de Clairvaux vers 1151), ne peuvent donc être retenus car appartenant probablement à une autre génération.